# Ubuntu Cola

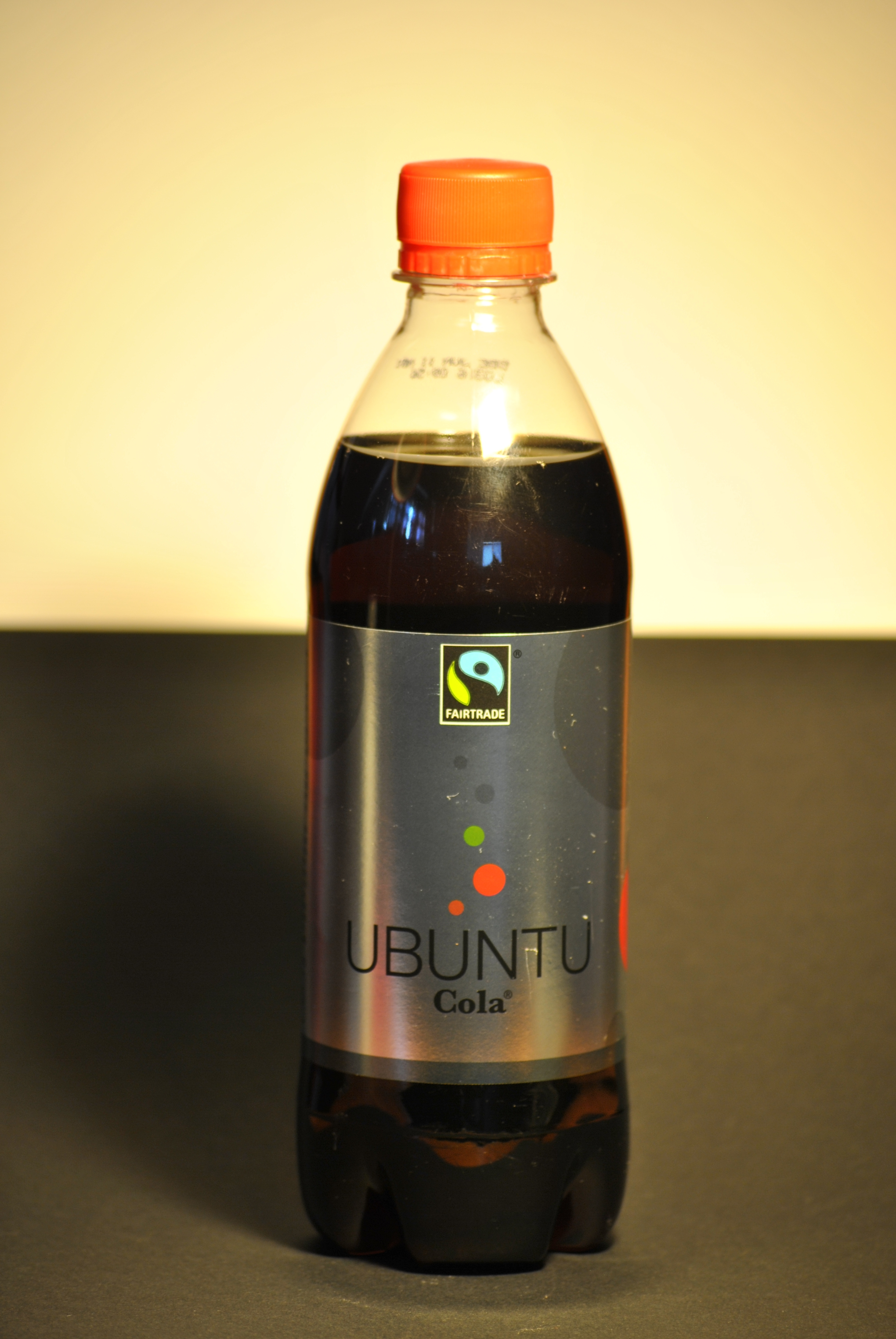
Eine Plastikflasche Ubuntu Cola aus Schweden

Ubuntu Cola ist ein koffein- und kohlensäurehaltiges Erfrischungsgetränk. Es ist die erste zertifizierte Fairtrade-Cola aus dem Vereinigten Königreich.
Die Cola wird mit Zucker aus Malawi und Sambia hergestellt, der aus fairem Handel stammt. Das Produkt wird von der Ubuntu Trading Co. Ltd. mit Sitz in London vertrieben und erhielt die Zertifizierung im Mai 2007. Seitdem ist das Getränk in Form einer 0,275-Liter-Glasflasche, einer 0,33-Liter-Dose und einer 0,5-Liter-Plastikflasche im Vereinigten Königreich, in Irland, Norwegen, Schweden, Belgien, Frankreich, Italien, in der Schweiz sowie über das Internet erhältlich.

## Name
Die Cola ist nach der Ubuntu-Philosophie benannt. Der Name bedeutet etwa „Menschlichkeit“, „Nächstenliebe“ und „Gemeinsinn“.